# Stäkets stationshus

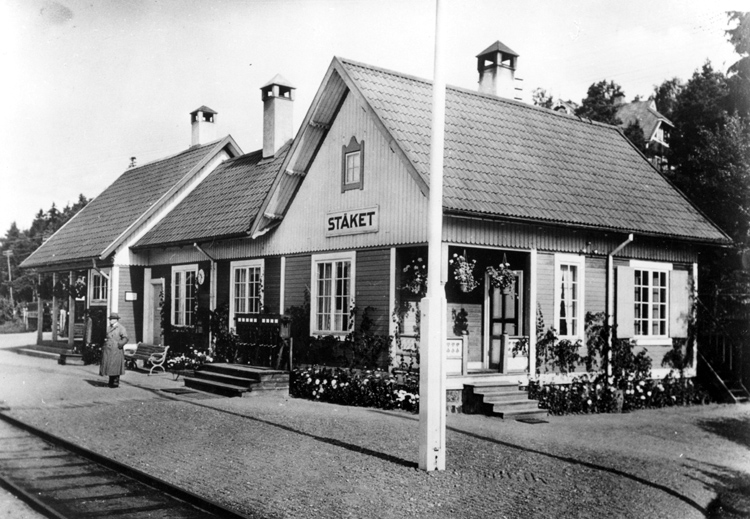
Stäkets järnvägsstation på Västeråsbanan år 1900.

Stäkets stationshus var en järnvägsstation längs Västeråsbanan, som gick från Stockholm till Bergslagen. Järnvägslinjen Stockholm-Köping invigdes den 12 december 1876 av Oscar II. På markytan, där järnvägen drogs fram år 1876 och där Stäkets stationshus byggdes år 1900 låg Stäketfläcken, eller Stäkets stad, på 1600-talet. De sista lämningarna av Stäketfläcken försvann troligen redan 1876. Ingen vet dock vad som döljs under markytan och därför är hela Stäkets gamla stationsområde fornminnesregistrerat.
Fram till 1968 hade Stäket en station vid Mälarbanans gamla sträckning. När pendeltågstrafiken startade den 12 maj 1968 lades Stäkets station ned och fem år senare revs huset. Stationshuset, som var byggt år 1900, revs 1973.

## Historik

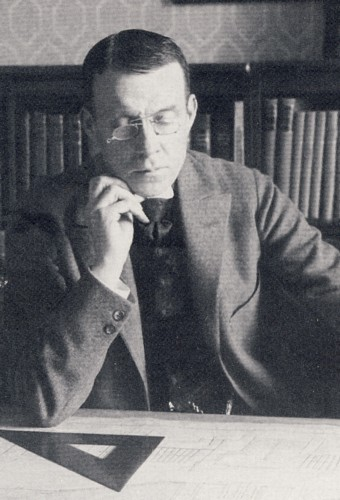
Erik Lallerstedt var arkitekt till Stäkets stationshus.

Stäkets stationshus uppfördes år 1900. Huset byggdes troligen efter ritningar av arkitekt Erik Lallerstedt (1864-1955). Han var en tid engagerad för projektering av flera stationshus och banvaktarstugor längs Västeråsbanan, det vill säga Stockholm–Västerås–Bergslagens Järnvägar (SWB).
Erik Lallerstedt var också arkitekten till en snarlik arkitekturstil som den som fanns i Stäkets stationshus i banvaktsstugan i Roskänge i Grangärde socken och i stationshuset i Nyhammar. Ett pampigare stationshus, som Erik Lallerstedt ritade och som också är från år 1900, är Ängelsbergs järnvägsstation, som ligger utefter järnvägslinjen Bergslagspendeln, som byggdes av SWB, i Västervåla socken i nuvarande Fagersta kommun.
Stationshuset var en röd byggnad med vita träsniderier och utsmyckningar. Huset bar prägel av den nationalromantiska inriktningen i svensk sekelskiftesarkitektur från början av 1900-talet. Byggnaden var uppförd av trä och var en våning hög. Panelen i fasadernas nedre del var rödfärgad, den övre delen och gavelrösten var vita. Huset fick sin prägel genom ett kontrastspel av röda ytor och vita detaljer eller omvänt, röda omfattningar mot vita ytor. Planformen var en rektangel, men taket var delat i två vinkelställda sadeltak, som bröt husets kompakta form. Väntplatsen bestod av förstukvistar, som var indragna i huskroppen och utsmyckade med skulpterade pelare och med räcken snidade i trä.

## Bilder

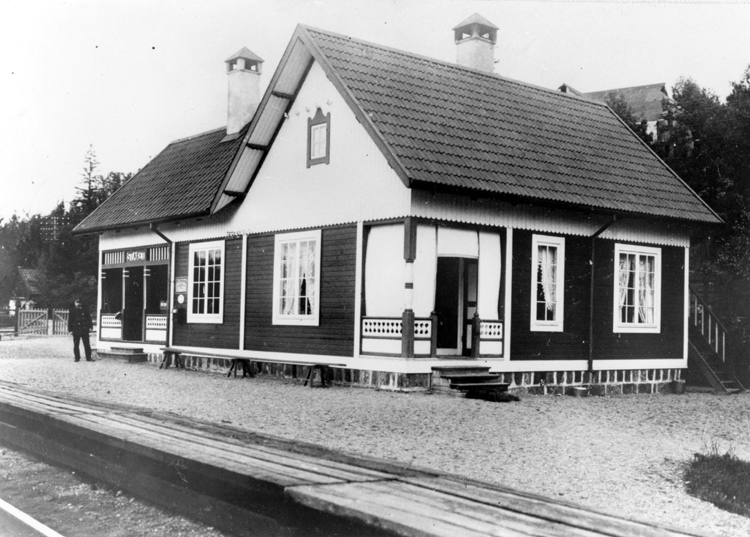
Stäkets järnvägsstation på Västeråsbanan, 1910.
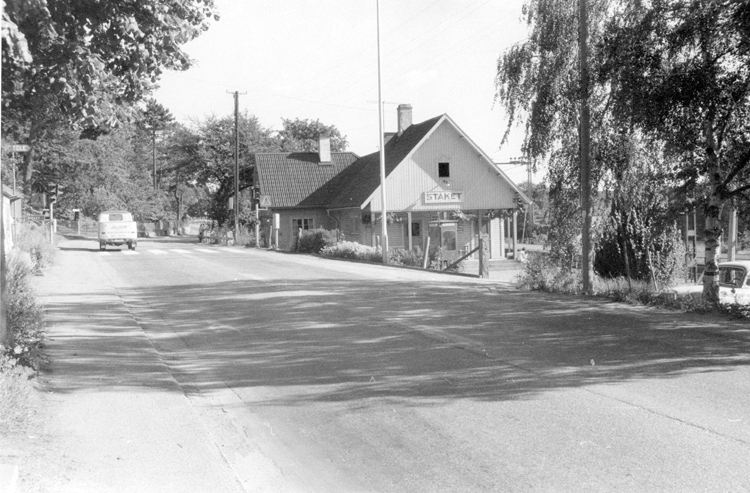
Stäkets järnvägsstation 1966.
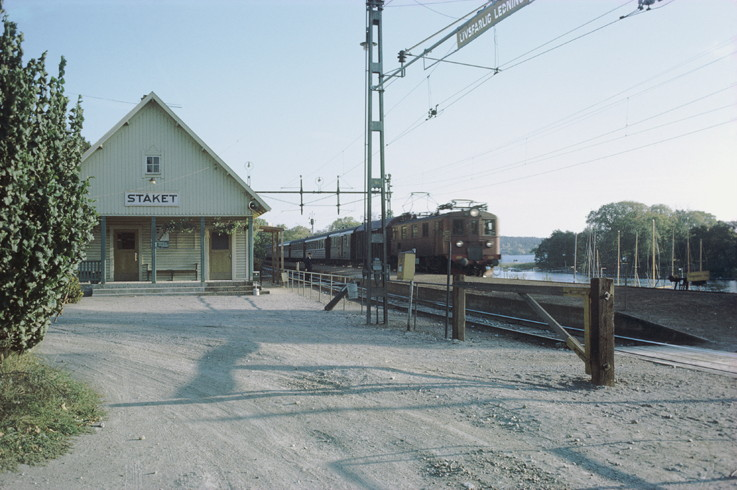
Stäkets järnvägsstation, 1960-talet.